# De Telegraaf
De Telegraaf er med sit oplag på omkring 800.000 det største dagblad i Nederlandene. Avisen, der har hovedsæde i Amsterdam, udkom for første gang i januar 1893. Politisk er avisen konservativ.
Avisens indhold præges af mange sensationsprægede og sportsrelaterede artikler. Avisen har også en del finansstof, der dækkes mere seriøst. Avisen rammer et bredt publikum. Dens søndagsudgave fik premiere så sent som marts 2004. De Telegraaf udgives af Telegraaf Media Groep og trykkes i tabloidformat.
Under 2. verdenskrig spillede avisen en kontroversiel rolle, idet udgiverselskabet trykte flere pro-tyske aviser. Avisen var bandlyst i nogle år, men kom på gaden igen fra 1949.